# 植民地議会
"植民地議会" (Provincial Congress) は、アメリカ合衆国の独立初期における13植民地のいくつかで設立された超法規的立法機関を指す。各植民地が独立とともに州へと移行した際に、これらの議会も新しい名前の機関へと移行した。

## 植民地議会の一覧
この一覧は未完成です。加筆、訂正して下さる協力者を求めています。
- マサチューセッツ植民地議会 (en)
- ニューハンプシャー植民地議会 (en)
- ニュージャージー植民地議会 (en)
- ニューヨーク植民地議会
- ペンシルベニア植民地議会 (en)
- ノースカロライナ植民地議会 (en)
- サウスカロライナ植民地議会 (en)
- ノースダコタ植民地議会 (en)